# Guerra Russo-Turca (1877–1878)
A guerra russo-turca de 1877–1878 foi originada pelo desejo da Rússia de obter acesso ao mar Mediterrâneo e de capturar a península dos Bálcãs, controlada pelo Império Otomano. A guerra trouxe como resultado a declaração formal de independência dos principados de Sérvia, Montenegro e Romênia, que já haviam possuído soberania de facto por algum tempo. Apesar da Bulgária ter permanecido formalmente sob controle otomano até 1908, procurou recuperar sua condição de Estado soberano.

## Início dos conflitos
Uma revolta contra os otomanos ocorreu na Bósnia e Herzegovina no verão de 1875, devido principalmente às altas taxas cobradas pela decadente administração otomana. Mesmo com a redução das taxas, a revolta se manteve até o final deste ano e finalmente acarretou na revolta de abril de 1876. As tensões na Bósnia e o suporte russo incentivaram os principados da Sérvia e de Montenegro a declararem guerra contra seus soberanos otomanos em julho. A guerra despertou as ambições imperialistas das potências da região: Rússia (Príncipe Gorchakov) e Áustria-Hungria (Conde Andrássy) fizeram um acordo secreto, o acordo de Reichstadt, em 8 de julho, de repartir a península dos Bálcãs conforme o resultado da guerra.

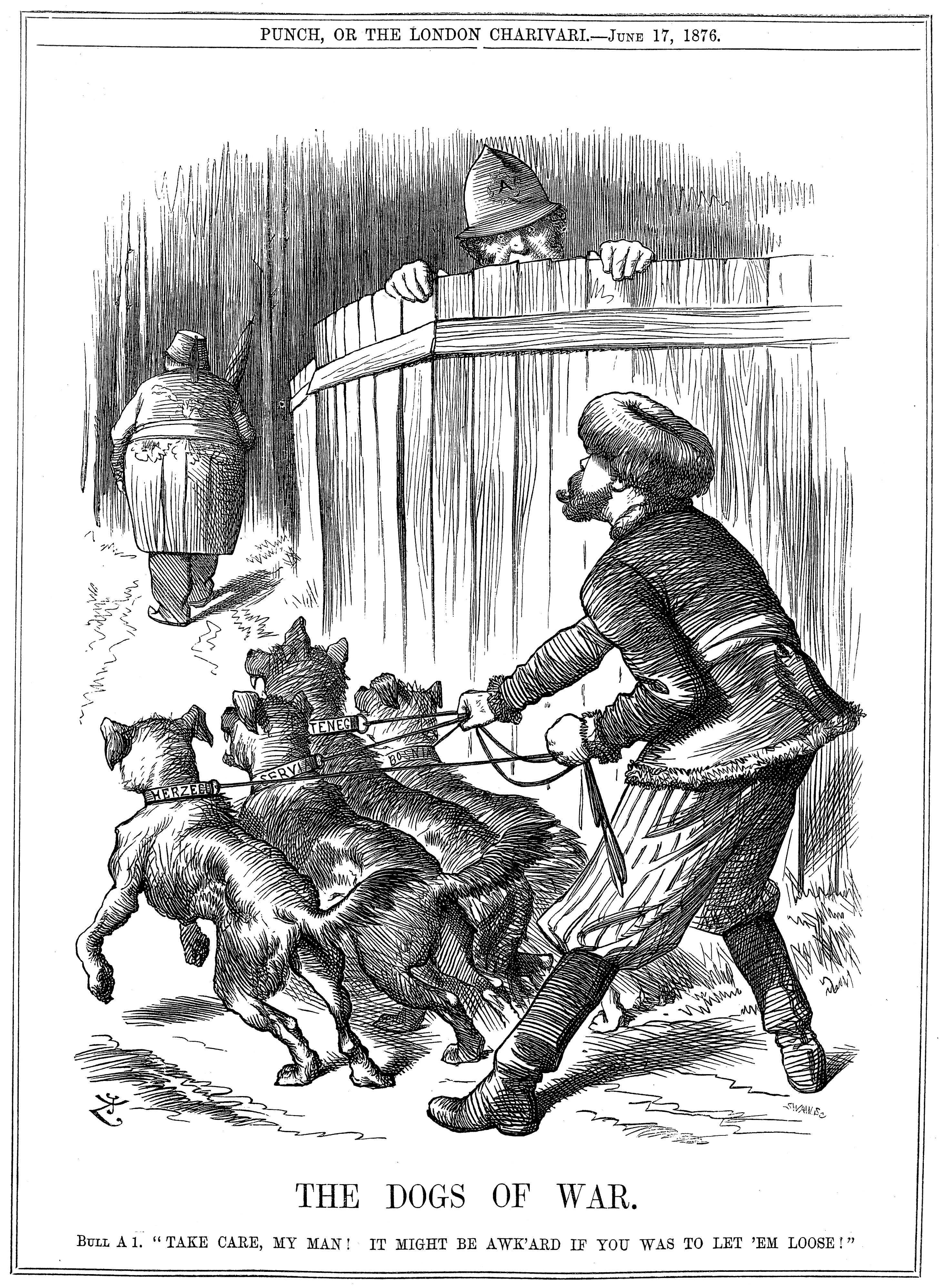
O Império Russo se prepara para soltar os cães de guerra dos Bálcãs, enquanto que a Grã-Bretanha pede cautela. Ilustração da Punch de 17 de junho de 1876

Em agosto de 1876, forças da Sérvia, auxiliadas por búlgaros e russos, foram derrotadas pelo exército otomano, o que prejudicou os objetivos dos russos e austríacos, pois assim não poderiam exigir possessões otomanas. Como resultado, ocorreu a Conferência de Constantinopla em dezembro de 1876. Na conferência, sem a participação de representantes otomanos, as grandes potências discutiram as possíveis fronteiras de uma ou mais futuras províncias autônomas búlgaras do Império Otomano.
A conferência foi interrompida pelo ministro das relações exteriores otomano, que informou aos delegados que o Império Otomano aprovara uma nova constituição. Apesar disso, a Rússia manteve as hostilidades alegando que a constituição era apenas uma solução parcial. Por meio de negociações diplomáticas, os russos asseguraram a inatividade da Áustria-Hungria em operações militares futuras. Na Grã-Bretanha, o posicionamento político variava. Apesar do forte suporte civil para a ideia de uma libertação da Bulgária, fomentada na Grã-Bretanha por porta-vozes do primeiro-ministro anterior, William Gladstone, o líder no momento, Benjamin Disraeli, estava muito mais pessimista acerca das intenções russas. Ele posicionou seu país como defensor do Império Otomano, como os britânicos haviam feito na Guerra da Crimeia, vinte anos antes. A falta de uma política uniforme é evidente nas negociações da conferência. O delegado britânico, Lorde Salisbury, negociou com o correspondente russo, o conde Nicolau Pavlovitch Ignatiev, e estava disposto a alcançar um acordo de compromisso. A Bulgária seria dividida em uma província oriental e uma ocidental e a Bósnia e Herzegovina seria unificada em uma única província. As três províncias teriam um grau considerável de autonomia, incluindo uma assembleia provincial e uma polícia local. Além disso, a Sérvia não seria forçada a ceder nenhum território e Montenegro obteve permissão para manter suas áreas ocupadas na Herzegovina e no norte da Albânia.

## A guerra
A Rússia declarou guerra contra o Império Otomano em 24 de abril de 1877. Alega-se que houve muitos erros de estratégia e julgamento em ambos os lados, mas isso era um problema comum nas guerras contemporâneas, da Guerra da Crimeia à Guerra dos Bôeres.
Os otomanos restringiram-se à defesa passiva, deixando espaço para iniciativas estratégicas dos russos, que, após alguns erros, encontraram uma boa estratégia para vencer a guerra. O comando militar otomano em Istambul fez cálculos ruins sobre a estratégia de movimento russa. Eles consideraram que os russos não estariam dispostos a marchar ao longo do Danúbio e atravessá-lo longe do delta, mas que prefeririam o caminho mais curto, pela costa do mar Negro. A região costeira possuía os maiores e mais bem supridos e defendidos fortes turcos. Havia apenas uma força bem equipada no interior do rio Danúbio, Vidin. Estava guarnecida apenas porque as tropas, lideradas por Osman Paşa, haviam recentemente vencido os sérvios na recente guerra que estes tiveram contra os otomanos.
A campanha russa foi mais bem planejada, mas apostou muito na passividade dos turcos, que foram mais agressivos do que o esperado, tornando imprevisível o resultado da guerra. Outro grande erro foi o de mandar poucas tropas inicialmente: o Danúbio foi atravessado em junho por uma força expedicionária de cerca de 185 mil, pouco menos do que o total das forças turcas nos Bálcãs (cerca de 200 mil). Após alguns contratempos para os russos em julho, em Plevna e Stara Zagora, o comando militar percebeu que não havia reservas para manter a ofensiva, que é trocada então por uma estratégia defensiva. Os russos não possuíam forças suficientes para fazer um bloqueio adequado em Plevna até agosto, o que levou ao atraso de toda a campanha por aproximadamente dois meses.

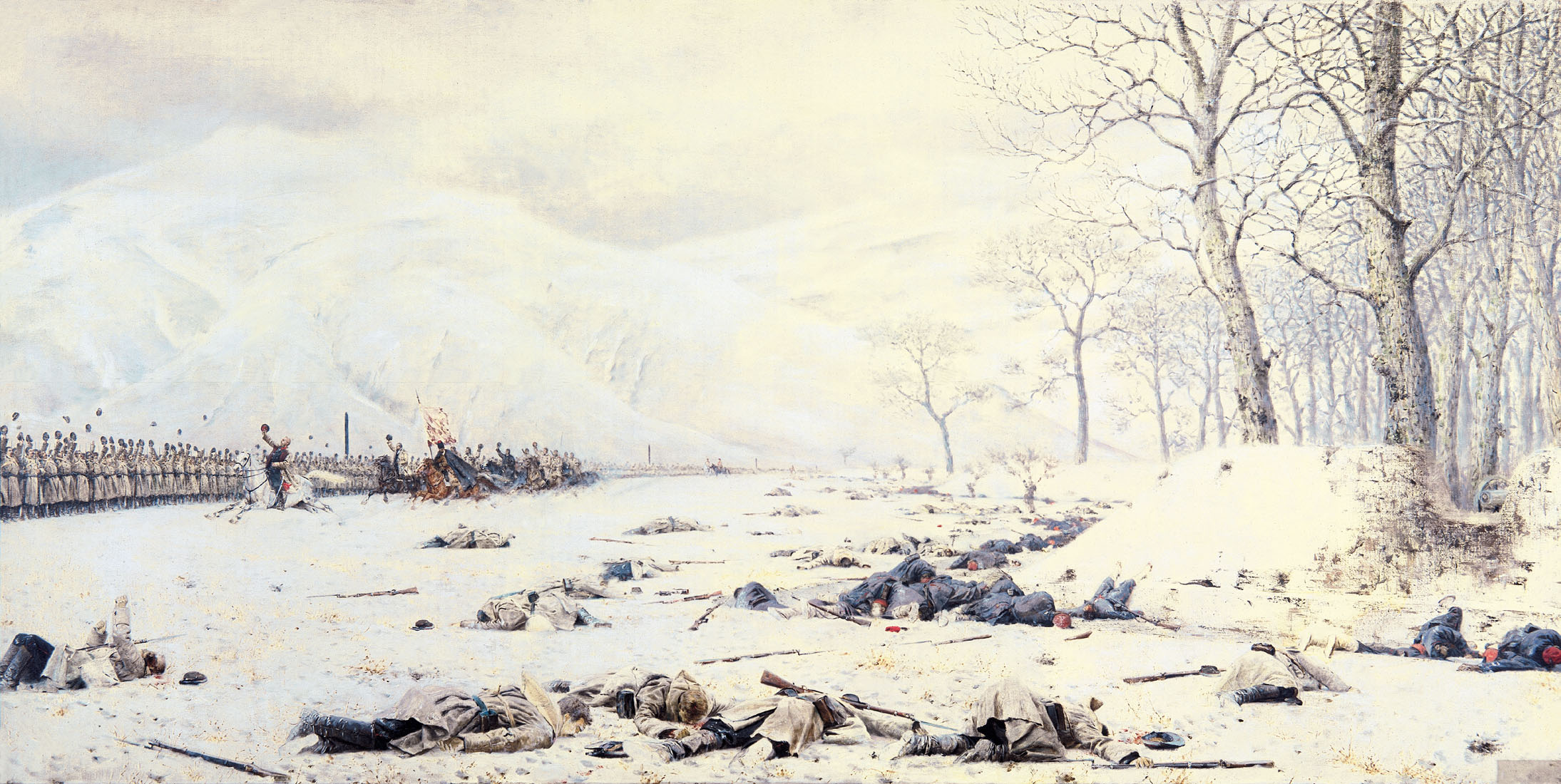
Campo de batalha próximo a Shipka

No início da guerra, a Rússia destruiu todos os navios ao longo do Danúbio e o rio foi minado. Em junho, uma pequena unidade russa atravessou o Danúbio próximo ao delta, em Galaţi, e marchou até Ruse.
Com o avanço russo, as forças de Osman Paşa marcham em direção ao forte de Nikopol para reforçá-lo. Quando estava a caminho, descobriram que os russos já haviam tomado o forte e moveram-se então para Plevna, atual Pleven. A Rússia não possuía mais tropas para lançar contra Plevna e resolveu sitiá-la. Requisitaram reforços extras aos romenos, que em pouco tempo, atravessaram o Danúbio e se incorporaram ao cerco.
O cerco de Pleven foi bem-sucedido apenas após os russos e romenos cortarem as fontes de suprimentos do forte, enfraquecendo-o e forçando os turcos à rendição. No final de novembro, as forças otomanas tentaram quebrar o cerco e fugir, mas fracassaram. O comandante Osman Paşa, capturado e ferido, se rendeu.

## Conclusão e intervenção das grandes potências

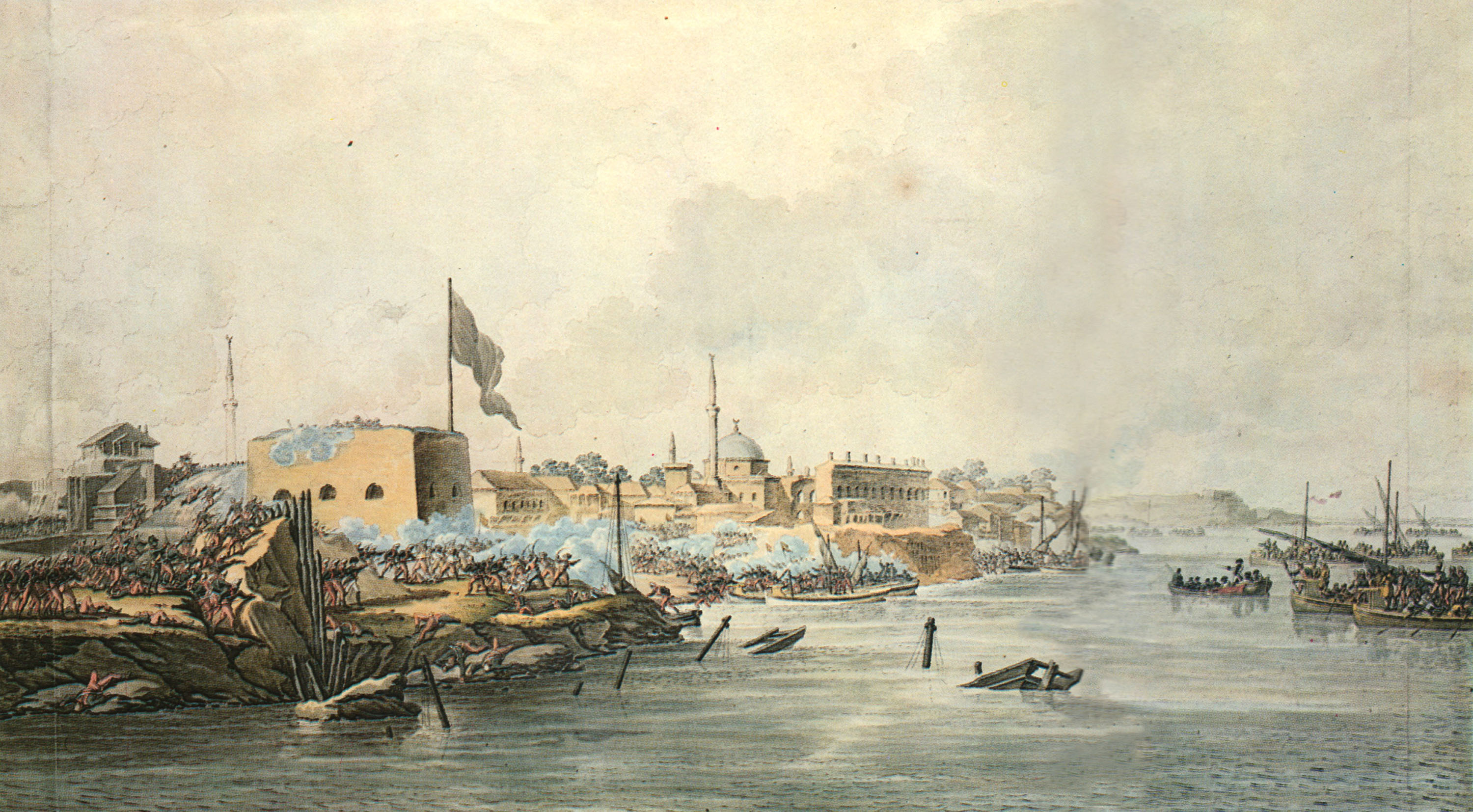
A tomada de Izmail em 1877 por Aleksey Kivshenko.

Sob pressão dos britânicos e tendo sofrido enormes perdas, a Rússia aceitou a trégua oferecida pelo Império Otomano em 31 de janeiro de 1878, mas continuou a mover-se até Constantinopla.
Os britânicos enviaram frotas navais para intimidar os russos, que param suas forças em Santo Estêvão (Yeşilköy em turco, Agios Stephanos em grego). Finalmente, a Rússia assina o Tratado de Santo Estêvão em 3 de março, pelo qual os otomanos reconheceram a independência da Romênia, Sérvia, Montenegro e a autonomia da Bulgária. A medida seria confirmada pelo Tratado de Berlim, quatro meses mais tarde.
Alarmados com a extensão do poder russo nos Bálcãs, as grandes potências forçaram posteriormente modificações no tratado durante o Congresso de Berlim. A maior mudança seria a divisão da Bulgária, conforme acordos anteriores entre as grandes potências, que procuravam impedir a criação de um novo Estado eslavo de grande extensão: as regiões ao norte e ao leste se tornariam principados (Principado da Bulgária e Rumélia Oriental), com governantes distintos, enquanto que a região da Macedônia, originalmente parte da Bulgária, retornaria à administração otomana.